# Lupoglavo
Lupoglavo – wieś w Bośni i Hercegowinie, w Federacji Bośni i Hercegowiny, w kantonie tuzlańskim, w gminie Kladanj. W 2013 roku liczyła 1 mieszkańca – Boszniaka.